# Argyrohyrax
Argyrohyrax — це вимерлий рід міжатериїдних нотоунгулятів, який жив у пізньому олігоцені на території сучасної Аргентини та Болівії.

## Опис
Ця тварина, можливо, віддалено нагадувала середнього розміру наземного гризуна, такого як бабак. Довжина його черепа була приблизно 15 сантиметрів, а все тіло, включно з хвостом, могло досягати одного метра. Argyrohyrax відрізняється від своїх найближчих родичів, таких як Archaeophylus і Cochilius, невеликими відмінностями в зубних рядах, зокрема перекриттям основи першого премоляра частинами ікла та другого премоляра. Його верхня щелепа мала дуже помітний низхідний відросток, як у Cochilius. Два перших нижніх моляра мали чотирикутний тригонід і підкруглий талонід. Перший нижній премоляр був іклоподібним.
У порівнянні з деякими з його пізніших родичів, Interatherium і Protypotherium, Argyrohyrax мав помірно розширену виличну дугу; його променева кістка мала злегка увігнуту дистальну суглобову поверхню, а суглоб між його ліктьовою і плечовою кістками був менш увігнутим і більш вертикальним.